# Krystyna Pałka
Krystyna Stanisława Pałka (Zakopane, 16 augustus 1983) is een Poolse biatlete. Ze vertegenwoordigde haar vaderland op de Olympische Winterspelen 2006 in Turijn en de Olympische Winterspelen 2010 in Vancouver.

## Carrière
Pałka maakte haar wereldbekerdebuut in december 2003 in Kontiolahti. Op de wereldkampioenschappen biatlon 2005 in Hochfilzen scoorde de Poolse haar eerste wereldbekerpunten. Tijdens de Olympische Winterspelen van 2006 in Turijn eindigde ze als vijfde op de 15 kilometer individueel, tevens haar eerste toptienklassering in een wereldbekerwedstrijd. Daarnaast eindigde ze op de overige drie onderdelen tussen de 25e en de 37e plaats. Op de estafette eindigde ze samen met Magdalena Gwizdoń, Katarzyna Ponikwia en Magdalena Grzywa op de zevende plaats.
Tijdens de Olympische Winterspelen van 2010 in Vancouver was Pałka's beste resultaat de vijftiende plaats op de 15 kilometer individueel. Daarnaast eindigde ze op de andere afstanden bij de beste vijfentwintig. Samen met Magdalena Gwizdoń, Weronika Nowakowska en Agnieszka Cyl eindigde ze als twaalfde op de estafette. Op de wereldkampioenschappen biatlon 2013 in Nové Město eindigde de Poolse als zevende op de 7,5 kilometer sprint, in de daaropvolgende 10 kilometer achtervolging veroverde ze de zilveren medaille. Wat tevens haar eerste podiumplaats betekende in een wereldbekerwedstrijd.

## Resultaten

### Olympische Spelen
| Jaar | Plaats    | Resultaten                                                                                                  |
| ---- | --------- | --- |
| 2006 | Turijn    | 5e 15 km individueel 25e 7,5 km sprint 37e 10 km achtervolging 30e 12,5 km massastart 7e 4x6 km estafette   |
| 2010 | Vancouver | 15e 15 km individueel 21e 7,5 km sprint 24e 10 km achtervolging 20e 12,5 km massastart 12e 4x6 km estafette |

### Wereldkampioenschappen
| Jaar | Plaats           | Resultaten |
| ---- | ---------------- | --- |
| 2004 | Oberhof          | 46e 15 km individueel DSQ 7,5 km sprint 8e 4x6 km estafette                                                                        |
| 2005 | Hochfilzen       | 20e 15 km individueel 24e 7,5 km sprint 27e 10 km achtervolging 28e 12,5 km massastart 12e 4x6 km estafette                        |
| 2005 | Chanty-Mansiejsk | 8e Gemengde estafette |
| 2006 | Pokljuka         | 8e Gemengde estafette |
| 2007 | Antholz          | 25e 15 km individueel 34e 7,5 km sprint 21e 10 km achtervolging 17e 12,5 km massastart 10e 4x6 km estafette 11e Gemengde estafette |
| 2008 | Östersund        | 21e 15 km individueel 54e 7,5 km sprint 50e 10 km achtervolging 7e 4x6 km estafette 6e Gemengde estafette                          |
| 2009 | Pyeongchang      | 57e 7,5 km sprint 45e 10 km achtervolging 6e 4x6 km estafette                                                                      |
| 2012 | Ruhpolding       | 65e 15 km individueel 21e 7,5 km sprint 27e 10 km achtervolging 25e 12,5 km massastart 9e 4x6 km estafette 13e Gemengde estafette  |
| 2013 | Nové Město       | 7e 7,5 km sprint · 10 km achtervolging · 10e Gemengde estafette                                                                    |

### Wereldbeker
Eindklasseringen
| Seizoen   | Algemeen | Individueel | Sprint | Achtervolging | Massastart |
| --------- | -------- | ----------- | ------ | ------------- | ---------- |
| 2004/2005 | 61e      |             |        |               |            |
| 2005/2006 | 43e      |             |        |               |            |
| 2006/2007 | 45e      |             |        |               |            |
| 2007/2008 | 31e      |             |        |               |            |
| 2008/2009 | 54e      |             |        |               |            |
| 2009/2010 | 45e      |             |        |               |            |
| 2011/2012 | 17e      |             |        |               |            |